# Experiencia psicodélica
Se denomina experiencia psicodélica, viaje o vuelo a un estado alterado de conciencia derivado del uso de alguna droga psicodélica o de algún otro tipo de práctica como la privación sensorial o el control de la respiración. La experiencia psicodélica suele incluir alucinaciones, percepciones inusualmente intensas y sinestesia. A menudo se ha comparado la experiencia psicodélica con las vivencias que describen los místicos, las que algunas culturas tradicionales atribuyen a los difuntos en su paso al Más Allá o las propias de ciertas psicosis. La palabra psicodélico viene de la combinación de dos términos griegos: el sustantivo psychē (ψυχή, «alma»), y el verbo dēloun (δήλομαι, "manifestar, hacer visible"). Literalmente significa "que manifiesta el alma".

## Características principales
La experiencia psicodélica es llamativamente diferente de la provocada por drogas de tipo sedante (como la heroína o el alcohol) o estimulante (como la anfetamina o la cocaína). Las sustancias psicodélicas más conocidas y usadas son el LSD, la psilocibina (compuesto activo de los hongos alucinógenos), la mescalina (compuesto activo de los cactus peyote y San Pedro, entre otros), el DMT, el 5-MeO-DMT (compuesto activo del veneno de sapo Incilius Alvarius), la marihuana, la Salvia divinorum, la ketamina, el brebaje ayahuasca, etc. Aunque cada experiencia psicodélica es única, hay características recurrentes. Una de ellas es la sensación de conexión inmediata con todo lo que nos rodea, una comunión panteísta con el Universo. 
La intensidad de la experiencia depende de la preparación previa del sujeto (sus expectativas) y, en el caso de un fármaco desencadenante, de la dosis del mismo. Se ha comprobado que las muestras de LSD incautadas por la policía a partir de los años 80 contienen una dosis significativamente inferior a la que fue común en la época de esplendor de la psicodelia (finales de los 60 y comienzos de los 70). La ilegalización de las drogas psicodélicas y su caída en desuso suponen que el consumidor se encuentra ante un producto sobre cuya composición no tiene garantía alguna. 
El cambio del estado común de conciencia al alterado puede, cuando es recibido con resistencia, provocar una vivencia angustiosa, pues la persona siente que pierde el control, la cordura o la conciencia, e incluso puede pensar que se aproxima su muerte. Generalmente, esta sensación desaparece (o no llega a aparecer) cuando el sujeto se encuentra cómodo, en un entorno apto para la experiencia y en compañía de personas en las que confía, y acepta de buen grado el paso a un estado distinto de la mente.

## Investigación sobre las experiencias psicodélicas
Algunas investigaciones, realizadas en su mayoría en los 60s, cuando las drogas psicodélicas eran legales, sugieren que estas sustancias pueden provocar experiencias beneficiosas y documentan sus ventajas farmacéuticas.
La Asociación Multidisciplinar de Estudios Psicodélicos (cuyas siglas, en inglés, son MAPS) es una organización actual que estudia los efectos de las sustancias psicodélicas. En España podríamos citar la Asociación para el Estudio y la Divulgación de la Medicina Psicodélica (AEDMP). Hay muchos libros y publicaciones científicas que documentan las experiencias psicodélicas.

## Niveles de la experiencia psicodélica
En Erowid se describen 5 niveles diferentes de la experiencia psicodélica:

### Nivel 1
Este nivel produce un efecto de alguna potenciación visual (colores más brillantes) y sonidos musicales más "anchos" o más punzantes a los oídos. Este nivel puede alcanzarse por medio de una dosis de baja a media de marihuana, o una microdosis a dosis baja de LSD, psilocibina o mescalina (a partir de ahora, psicodélicos clásicos).

### Nivel 2
Colores brillantes, visualizaciones (objetos que parecen moverse o respirar), formas geométricas que se hacen visibles cuando se cierran los ojos. Aparente aumento del campo visual. Pensamientos confusos, cíclicos o de reminiscencia. Cambios en la memoria a corto plazo, pensamientos que distraen continuamente. La necesidad de ver "normal" la realidad se hace menor, la urgencia por irse más allá de lo usual se hace mayor. Este nivel se puede alcanzar consumiendo en forma comestible una dosis de media a potente de marihuana, o una dosis baja de cualquiera de los psicodélicos clásicos.

### Nivel 3
Efectos visuales muy obvios, todo se comienza a ver curvado y patrones caleidoscópicos o fractales se pueden ver en las paredes, paisajes, caras, etc. Alucinaciones con los ojos cerrados que se hacen tridimensionales. Existe cierta confusión de los sentidos o sinestesia. Distorsiones del tiempo y "momentos de eternidad". El movimiento corporal a veces se vuelve demasiado dificultoso o necesita demasiado esfuerzo. La mayoría de los psicodélicos en sus dosis medias producen estos efectos, incluso los atípicos como el DXM.

### Nivel 4
Efectos visuales fuertes como objetos que se transforman en otros objetos. El ego se disuelve o se divide: los objetos "comienzan a hablar" , se sienten cosas contradictorias simultáneamente. La pérdida de uno mismo puede traer un cambio en la percepción de la realidad, acompañada a veces por una impresión de lucidez pronunciada. El tiempo se distorsiona y los participantes pueden percibir una actividad que apenas dura unos minutos como si hubiera durado horas. Experiencia de "salir del cuerpo" y percepción extrasensorial. Todos los psicodélicos clásicos en sus dosis altas producen estos efectos.

### Nivel 5
Pérdida total de la conexión visual con la realidad. Los sentidos cesan de funcionar en la forma normal. Pérdida total del ego. Sensación de mezclarse con el espacio u otros objetos del universo. Sensación de alcanzar el comienzo o el fin del espacio y el tiempo. La pérdida de la realidad se hace tan extrema que escapa a la explicación. Estados parecidos al sueño o a una película. La gente dice haberse sentido en algún otro lugar que el que ocupaban, como si nunca estuvieran ahí. Lo único que sigue funcionando a un nivel reconocible es la voz de la mente del pensamiento. Mucho de este nivel se desconoce todavía debido a que la gente que lo alcanza afirma que la experiencia es inexplicable o incomunicable. Este nivel puede alcanzarse con dosis altas de cualquiera de los psicodélicos clásicos, pero dada la larga duración de estos, es peligroso y poco práctico intentar alcanzarlo. Algunas sustancias de corta duración (y por lo tanto, relativamente más seguras) que pueden llevar al usuario directo a este nivel son el DMT, el 5-MeO-DMT, la salvia divinorum y las dosis sub-anestésicas de ketamina.